# Гайворонский, Михаил-Орест Иванович
Михаил-Орест Иванович Гайворонский (укр. Михайло-Орест Іванович Гайворонський; 15 сентября 1892, Залещики, Королевство Галиции и Лодомерии, Австро-Венгрия — 11 сентября 1949, Нью-Йорк, США) — украинский композитор, дирижёр, педагог, скрипач, критик, общественный деятель, создатель многих популярных стрелецких песен; главный дирижёр и инспектор военных оркестров Армии УНР (1920).

## Биография
Родился в г. Залещики (ныне Тернопольская область Украины) в семье мещанина. В 1912 году окончил учительскую семинарию в Залещиках и Высший музыкальный институт им. Лысенко во Львове. В 1915-18 годах — дирижёр духового оркестра Легиона Украинских сечевых стрельцов, инспектор военного оркестра Армии Украинской Народной Республики. Писал военные песни и марши (сборник «Стрілецьким шляхом»). С 1920 года — преподаватель музыки в женской гимназии, дирижёр хоров «Бандурист» и «Боян» во Львове. В 1922 году издал «Співаник для дітей».
Осенью 1923 года переехал в США, жил в штате Род-Айленд, через год — в Нью-Йорке. Поступил на музыкальное отделение Колумбийского университета.
Вместе со скрипачом Романом Придаткевичем основал в 1924 году Украинское музыкальное издательство. С 1930 — основатель и дирижёр объединённых украинских хоров, дирижёр украинского смычкового оркестра (до 1936).
Переписывался с представителями украинской интеллигенции, в частности с Н.Гринченко.
Премьера музыкальной комедии о стрелецкой жизни «Залізна острога» (1933) состоялась в Залещиках, Львове и других городах Галичины. В 1934 году написал музыку к пьесе Д.Николишина «Синя квітка».
После Второй мировой войны писал преимущественно песни. 3 мая 1949 года в концертном зале Карнеги-холл (Нью-Йорк) выступил на концерте, посвященном 300-летию въезда Б.Хмельницкого в Киев. Автор многочисленных песен на слова украинских поэтов (Т.Шевченко, И.Франко, Леси Украинки, Б.Лепкого, Ю. Клена, А. Олеся и др.), хоровых обработок народных песен, симфонических и камерных произведений («На Чорному морі», «Рідна сторона моя»), сюиты «З Гуцульщини», рапсодии «Довбуш» для духового оркестра, церковных и детских произведений («Збірник українських пісень для молоді», 1946).
Похоронен в Нью-Йорке.